# Saturn Award per il miglior film internazionale
Il Saturn Award per il miglior film internazionale (Best International Film o Best Foreign Film) è un premio assegnato annualmente nel corso dei Saturn Awards dal 1980 ad oggi. Il premio è stato eliminato dopo il 1983 e reintrodotto nel 2007.

## Vincitori e candidati
I vincitori sono indicati in grassetto.

### Anni 1980
- 1980
  - Nick Carter quel pazzo di detective americano (Adéla ještě nevečeřela), regia di Oldřich Lipský ( Cecoslovacchia)
  - Messaggi da forze sconosciute (The silent flute), regia di Richard Moore ( Stati Uniti/ Israele)
  - Nosferatu, il principe della notte (Nosferatu: Phantom der Nacht), regia di Werner Herzog ( Germania Ovest/ Francia)
  - Patrick, regia di Richard Franklin ( Australia)
  - Scontri stellari oltre la terza dimensione (Starcrash), regia di Luigi Cozzi ( Stati Uniti/ Italia)
  - Message from Space (宇宙からのメッセージ), regia di Kinji Fukasaku ( Giappone)
- 1981
  - Scanners, regia di David Cronenberg ( Canada)
  - Terror Train, regia di Roger Spottiswoode ( Stati Uniti/ Canada)
  - Harlequin, regia di Simon Wincer ( Australia)
  - Lupin III - Il castello di Cagliostro (Lupin the Third: The Castle of Cagliostro), regia di Hayao Miyazaki ( Giappone)
  - Changeling (The Changeling), regia di Peter Medak ( Stati Uniti/ Canada)
- 1982
  - La guerra del fuoco (La guerre du feu), regia di Jean-Jacques Annaud ( Stati Uniti/ Canada/ Francia)
  - Demonio dalla faccia d'angelo (Full Circle), regia di Richard Loncraine ( Regno Unito/ Canada)
  - Roadgames, regia di Richard Franklin ( Australia)
  - I banditi del tempo (Time Bandits), regia di Terry Gilliam ( Regno Unito)
  - Gli occhi del parco (The Watcher in the Woods), regia di John Hough e Vincent McEveety ( Stati Uniti/ Regno Unito)
- 1983
  - Interceptor - Il guerriero della strada (Mad Max 2: The Road Warrior), regia di George Miller ( Australia)
  - Detector (The Chain Reaction), regia di Ian Barry ( Australia)
  - Classe 1984 (Class of 1984), regia di Mark L. Lester ( Canada)
  - The House Where Evil Dwells, regia di Kevin Connor ( Stati Uniti/ Giappone)
  - The Last Horror Film, regia di David Winters ( Stati Uniti)

### Anni 2000
- 2007
  - Il labirinto del fauno (El laberinto del fauno), regia di Guillermo del Toro ( Messico/ Spagna)
  - Apocalypto, regia di Mel Gibson ( Stati Uniti)
  - La città proibita (满城尽带黄金甲), regia di Zhang Yimou ( Hong Kong/ Cina)
  - Fearless (Huo Yuanjia), regia di Ronny Yu ( Cina)
  - The Host (Gwoemul), regia di Bong Joon-ho ( Corea del Sud)
  - Lettere da Iwo Jima (Letters from Iwo Jima), regia di Clint Eastwood ( Stati Uniti/ Giappone)
- 2008
  - La promessa dell'assassino (Eastern Promises), regia di David Cronenberg ( Stati Uniti/ Regno Unito/ Canada)
  - Black Book (Zwartboek), regia di Paul Verhoeven ( Germania/ Belgio/ Regno Unito/ Paesi Bassi)
  - I guardiani del giorno (Дневной дозор), regia di Timur Bekmambetov ( Russia)
  - L'ultimo inquisitore (Goya's Ghosts). regia di Miloš Forman ( Spagna)
  - The Orphanage (El Orfanato), regia di Juan Antonio Bayona ( Spagna/ Messico)
  - Sleuth - Gli insospettabili (Sleuth), regia di Kenneth Branagh ( Regno Unito)
- 2009
  - Lasciami entrare (Låt den rätte komma in), regia di Tomas Alfredson ( Svezia)
  - In Bruges - La coscienza dell'assassino (In Bruges), regia di Martin McDonagh ( Regno Unito)
  - The Millionaire (Slumdog Millionaire), regia di Danny Boyle ( Regno Unito/ India)
  - Transsiberian, regia di Brad Anderson ( Spagna/ Germania/ Regno Unito/ Lituania)

### Anni 2010
- 2010
  - District 9, regia di Neill Blomkamp ( Stati Uniti/ Canada/ Nuova Zelanda/ Sudafrica)
  - Parnassus - L'uomo che voleva ingannare il diavolo (The Imaginarium of Doctor Parnassus), regia di Terry Gilliam ( Regno Unito/ Stati Uniti/ Canada/ Francia)
  - Il matrimonio di Lorna (Le Silence de Lorna), regia di Jean-Pierre e Luc Dardenne ( Francia/ Italia/ Germania/ Belgio)
  - La battaglia dei tre regni (赤壁), regia di John Woo ( Cina)
  - Io vi troverò (Taken), regia di Pierre Morel ( Francia)
  - Bakjwi (박쥐), regia di Park Chan-wook ( Corea del Sud)
- 2011
  - Monsters, regia di Gareth Edwards ( Regno Unito)
  - Metropolis, regia di Fritz Lang ( Germania)
  - Centurion, regia di Neil Marshall ( Regno Unito)
  - Uomini che odiano le donne (Män som hatar kvinnor), regia di Niels Arden Oplev ( Danimarca/ Svezia)
  - Madre (마더), regia di Bong Joon-ho ( Corea del Sud)
  - Trasporto eccezionale - Un racconto di Natale (Rare Exports), regia di Jalmari Helander ( Norvegia/ Finlandia)
- 2012
  - La pelle che abito (La piel que habito), regia di Pedro Almodóvar ( Spagna)
  - Attack the Block - Invasione aliena (Attack the Block), regia di Joe Cornish ( Danimarca/ Germania/ Francia/ Svezia/ Italia)
  - Largo Winch, regia di Jérôme Salle ( Francia)
  - Melancholia, regia di Lars von Trier ( Francia/ Regno Unito)
  - Point Blank (À bout portant), regia di Fred Cavayé ( Francia)
  - Troll hunter (Trolljegeren), regia di André Øvredal ( Norvegia)
- 2013
  - Headhunters - Il cacciatore di teste (Hodejegerne), regia di Morten Tyldum ( Norvegia/ Germania)
  - Anna Karenina, regia di Joe Wright ( Regno Unito)
  - Pollo alle prugne (Poulet aux prunes), regia di Marjane Satrapi e Vincent Paronnaud ( Francia/ Germania/ Belgio)
  - La Fée, regia di Dominique Abel, Fiona Gordon e Bruno Romy ( Francia/ Belgio)
  - Mai wei (마이 웨이), regia di Kang Je-gyu ( Corea del Sud)
  - Pusher, regia di Luis Prieto ( Regno Unito)
- 2014
  - Big Bad Wolves - I lupi cattivi (מי מפחד מהזאב הרע), regia di Aharon Keshales e Navot Papushado ( Israele)
  - Blancanieves, regia di Pablo Berger ( Francia/ Spagna)
  - Kapringen, regia di Tobias Lindholm ( Danimarca)
  - Come vivo ora (How I Live Now), regia di Kevin Macdonald ( Regno Unito)
  - Stoker, regia di Park Chan-wook ( Stati Uniti/ Regno Unito)
  - La fine del mondo (The World's End), regia di Edgar Wright ( Stati Uniti/ Francia)
- 2015[2][3]
  - La teoria del tutto (The Theory of Everything), regia di James Marsh ( Regno Unito)
  - Bird People, regia di Pascale Ferran ( Francia)
  - Calvario (Calvary), regia di John Michael McDonagh ( Regno Unito/ Irlanda)
  - Forza maggiore (Force majeure), regia di Ruben Östlund ( Danimarca/ Svezia/ Norvegia)
  - Mood Indigo - La schiuma dei giorni (L'Écume des jours), regia di Michel Gondry ( Francia)
  - Le due vie del destino - The Railway Man (The Railway Man), regia di Jonathan Teplitzky ( Australia/ Regno Unito)
- 2016[4][5]
  - Turbo Kid, regia di François Simard, Anouk Whissell e Yoann-Karl Whissell ( Canada/ Nuova Zelanda)
  - Il centenario che saltò dalla finestra e scomparve (Hundraåringen som klev ut genom fönstret och försvann), regia di Felix Herngren ( Svezia)
  - Goodnight Mommy (Ich seh, Ich seh), regia di Veronika Franz e Severin Fiala ( Regno Unito/ Austria)
  - Il labirinto del silenzio (Im Labyrinth des Schweigens), regia di Giulio Ricciarelli ( Germania)
  - Legend, regia di Brian Helgeland ( Regno Unito)
  - The Wave (Bølgen), regia di Roar Uthaug ( Norvegia)
- 2017
  - Agassi (아가씨), regia di Park Chan-wook ( Corea del Sud)
  - Elle, regia di Paul Verhoeven ( Francia/ Germania/ Belgio)
  - In ordine di sparizione (Kraftidioten), regia di Hans Petter Moland ( Svezia/ Norvegia)
  - Mei Ren Yu (美人鱼), regia di Stephen Chow ( Cina)
  - Shin Godzilla (シン・ゴジラ Shin Gojira), regia di Hideaki Anno e Shinji Higuchi ( Giappone)
  - L'ombra della paura (زیر سایه), regia di Babak Anvari ( Iran/ Giordania/ Qatar)
- 2018[6]
  - Baahubali 2: The Conclusion, regia di S.S. Rajamouli ( India)
  - Brimstone, regia di Martin Koolhoven ( Francia/ Regno Unito/ Germania/ Svizzera/ Paesi Bassi)
  - The Lodgers - Non infrangere le regole (The Lodgers), regia di Brian O'Malley ( Irlanda)
  - Dickens - L'uomo che inventò il Natale (The Man Who Invented Christmas), regia di Bharat Nalluri ( Irlanda/ Canada)
  - The Square, regia di Ruben Östlund ( Svezia/ Germania/ Francia/ Danimarca)
  - Wolf Warrior 2 (战狼2), regia di Wu Jing ( Cina)
- 2019[7]
  - Burning, regia di Lee Chang-dong ( Corea del Sud)
  - Aniara, regia di Pella Kågerman e Hugo Lilja ( Svizzera/ Danimarca)
  - Border - Creature di confine (Gräns), regia di Ali Abbasi ( Svizzera)
  - Ghost Stories, regia di Jeremy Dyson e Andy Nyman ( Regno Unito)
  - Il colpevole - The Guilty (Den skyldige), regia di Gustav Möller ( Danimarca)
  - Shadow, regia di Zhang Yimou ( Cina)

### Anni 2020
- 2021[8][9]
  - Parasite (Gisaengchung), regia di Bong Joon-ho · ( Corea del Sud)
  - Jojo Rabbit, regia di Taika Waititi · ( Stati Uniti,  Nuova Zelanda,  Rep. Ceca)
  - The Nightingale, regia di Jennifer Kent · ( Australia)
  - Official Secrets - Segreto di stato (Official Secrets), regia di Gavin Hood · ( Stati Uniti,  Regno Unito)
  - Sputnik (Спутник), regia di Egor Abramenko · ( Russia)
  - La Gomera - L'isola dei fischi (La Gomera), regia di Corneliu Porumboiu · ( Romania,  Francia,  Germania)

- 2022
  - RRR, regia di S. S. Rajamouli · ( India)
  - Downton Abbey II - Una nuova era (Downtown Abbey: A New Era), regia di Simon Curtis · ( Regno Unito)
  - Eiffel, regia di Martin Bourboulon · ( Francia)
  - I'm Your Man (Ich bin dein Mensch), regia di Maria Schrader · ( Germania)
  - Riders of Justice, regia di Anders Thomas Jensen · ( Danimarca)
  - Silent Night, regia di Camille Griffin · ( Regno Unito)

- 2024
  - Sisu - L'immortale (Sisu), regia di Jalmari Helander · ( Finlandia)
  - La doppia vita di Madeleine Collins (Madeleine Collins), regia di Antoine Barraud · ( Francia)
  - Missing, regia di Nick Johnson e Will Merrick · ( Stati Uniti)
  - Un vizio di famiglia (L'Origine du mal), regia di Sébastien Marnier · ( Canada)
  - 비공식작전 , regia di Kim Seong-hoon · ( Corea del Sud)
  - Speak No Evil (Gæsterne), regia di Christian Tafdrup · ( Danimarca)